# Герман (Бертран-Харди)
Ге́рман (фр. Germain, в миру Жиль Мари́ Жорж Бертра́н-Харди́, фр. Gilles Marie Georges Bertrand Hardy; 22 сентября 1930, Сток-он-Трент, Великобритания —  7 августа 2023) — французский религиозный деятель, второй предстоятель неканонической Французской православной церкви, использующая реконструированный галликанский обряд.

## Биография
Родился 22 сентября 1930 года в городе Сток-он-Трент в Великобритании. Сын Жана Бертрана-Харди, инженера-строителя шахт, и Мари-Агнес Файдж. Учился в колледже бенедиктинцев при монастыре Святой Марии де Ла Пьер-Кье-Вире, затем в Туре в колледже иезуитов имени святого Григория Турского. Получив степень бакалавра, он заканчивает обучение в лицеях Генриха IV и Янсона-де-Сейли в Париже. Затем он поступил на военную службу в артиллерийскую офицерскую школу в Шалон-сюр-Марне с пребыванием в Германии (Витлих, рядом с Триром) и Тунисе.
В 1954 году во Франции его ведет брат Грегуар в церковь святого Иринея (96, Bd Auguste Blanqui, 13) и посещает всенощное бдение. Он просто понимает: «вот оно» (c’est là). В тот день он ни с кем не знакомился, если не считать протоиерея Евграфа Ковалевского, а знакомился с Православием. Вернувшись в свою семью, он работает со своим отцом, который в то время был президентом нескольких сельскохозяйственных организаций.
После почти 5-летнего пребывания западноправославных общин вне какой-либо юрисдикции при содействии правящего архиерея Западноевропейской епархии Русской Православной Церкви за границей (РПЦЗ) архиепископа Иоанна (Максимовича) 11 ноября 1959 года Архиерейский Синод РПЦЗ решил принять западноправославные общины с сохранением в них западного обряда и поручил общее руководство ими архиепископа Иоанну (Максимовичу).
13 ноября 1960 года архиепископом Иоанном (Максимовичем) был рукоположен в сан священника. Одновременно в 1960—1970 годы работал страховым инспектором.
В 1965 году становится профессором института Свято-Дионисиевского православного богословского института.
В 1967 году епископом Иоанном назначен генеральным-викарием. 2 декабря 1967 года духовенство избрало его епископом. 3 декабря 1967 года Епископский совет подтвердил этот выбор. 4 декабря 1967 года приходский Совет кафедрального собора в свою очередь избрал его, однако его епископская хиротония не могла быть совершена, так как в тот момент Французская православная церковь не находилась в общении с какой-либо другой юрисдикцией, а других епископов кроме Иоанна (Ковалевского) в ней не было. В связи со смертью основателя Французской православной церкви епископа Иоанна (Ковалевского) возглавил данную юрисдикцию.
Переговоры с Румынской православной церковь, которые начал ещё Иоанн (Ковалевский), увенчались успехом, 28 апреля 1972 года Румынская православная церковь благословила канонический устав Французской православной церкви. 29 апреля Жиль Бертрана-Харди был пострижен в монашество с именем под именем Герман. 11 июня 1972 года  в соборе святого Иринея в Париже за литургией по византийскому обряду он был рукоположен в сан епископа Сен-Денийского Хиротонию совершили: митрополит Банатский Николай (Корняну), епископ Плоештский Антоний (Плэмэдялэ) и управляющий румынскими приходами в Европе Феофил (Ионеску), незадолго до этого покинувший РПЦЗ.
Вскоре после хиротонии, во время поездок епископа Германа в Румынию, Священный Синод Румынского Патриархата попросил его назвать свою епархию православной католической епископией Франции, а не Церковью, отказаться от своих приходов за пределами границ, совершать поочередно с западной литургией восточную литургию в соответствии с каноническими уставами и для облегчения межправославного диалога, ограничить сакраментальную икономию в отношение евхаристии, строго соблюдать канонические правила рукоположения, следить за строгой православностью вероучения, считать Архиерейский совет совещательным, а не только консультативным, и, наконец, стремиться к установлению хороших отношений с православными братьями во Франции.
Присоединение Французской Православной Кафолической Церкви к Румынской Православной Церкви было негативно воспринято Константинопольским Патриархатом, потребовавшим изменить наименование ФПКЦ на «французская епархия Румынского Патриархата» и ограничить служение по Галликанского обряда в её общинах с расширением богослужений по византийскому обряду на французском языке. Требования Константинопольского Патриархата были окончательно приняты Священным Синодом Румынской Церкви в марте 1988 года, когда епископу Герману было поручено внести соответствующие изменения в Устав ФПКЦ. Из-за отказа большинства общин ФПКЦ принять решение Синода к исполнению 10 мая 1991 года Румынский Патриархат объявил о приостановлении канонического окормления приходов западного обряда во Франции и о временном запрещении епископа Германа в священнослужении. После окончательного разрыва переговоров со стороны представителей ФПКЦ 23 января 1993 года Священный Синод Румынской Церкви объявил об извержении епископа Германа из сана и об отлучении его последователей.
В 2000—2001 годы ECOF потряс скандал — выяснилось, что епископ Герман Бертран-Харди тайно женился в 1995 году. 10 приходов после этого покинули ECOF и образовали «Союз Культовый Православных Ассоциаций Западного Обряда» (Union des Associations Cultuelles Orthodoxes de Rite Occidental, сокр. UACORO). Около 50-ти приходов и общин, тем не менее, остались верными своему епископу.
Умер 7 августа 2023 года в возрасте 92 лет в больнице города Рошфор, департамент Приморская Шаранта.